# Manuel Alberto Valente
Manuel Alberto Valente (Vila Nova de Gaia, 19 de novembro de 1945) é um escritor e editor português. Foi até 2020 director editorial da Porto Editora.

## Biografia
Nasceu em Coimbrões, Vila Nova de Gaia, em 1945. Foi uma criança normal da classe média, o pai trabalhava com o seu avô, que era despachante dos caminhos-de-ferro, a sua mãe era doméstica.

Fez o serviço militar em Angola, regressando 15 dias antes do 25 de Abril.

## Carreira
Frequentou o Liceu Alexandre Herculano, no Porto, e depois a Faculdade de Direito da Universidade de Coimbra, vindo a licenciar-se em Direito pela Universidade de Lisboa (cidade onde reside). 

Depois de ter sido, durante dez anos, Director Editorial das Publicações Dom Quixote (1981-1991), foi director-geral das Edições Asa (1991 a 2008), até que, em 2008, assumiu o cargo de director editorial da Porto Editora. 

Como autor, além de colaborar em diversos órgãos da comunicação social, tem publicados cinco livros de poesia: Cartas para Elina, Viola Interdita, Os Olhos de Passagem, Sete (Desen)cantos e Poesia Reunida - O Pouco Que Sobrou de Quase Nada.
É casado com a (também) editora e escritora Maria do Rosário Pedreira e irmão do músico e dinamizador cultural Vítor Manuel Coelho Valente.
Foi nomeado pelo Estado francês "Cavaleiro das Artes e Letras" e agraciado pelo Reino de Espanha com a Ordem de Isabel, a Católica.

## Obras
- Cartas para Elina (1965), poesia;
- Viola Interdita (1970), poesia;
- Os Olhos de Passagem (1976);
- Sete (Desen)cantos (1985);
- Poesia Reunida - O Pouco Que Sobrou de Quase Nada (2015).